# بو رانجرس
نادي بو رانجرس لكرة القدم، هو فريق كرة قدم سيراليوني يلعب في الدوري السيراليوني الممتاز، دوري الدرجة الأولى الوطني.

## تاريخ
تأسس عام 1954 في مدينة بو، سيراليون باسم كاكورا رانجرس، والذي تم تغييره في عام 1966 إلى بو رانجرس. في موسم 2021–22 فاز الفريق بأول لقب له في الدوري الوطني.
على المستوى الدولي ظهروا لأول مرة في دوري أبطال إفريقيا 2022-23 حيث خرجوا من الدور الأول على يد شباب بلوزداد الجزائري.

## المنافسات
منافسهم الرئيسي هو نادي نيبيان ستارز [الإنجليزية]، الفريق الآخر من نفس المدينة بو.

## الألقاب
- الدوري السيراليوني الممتاز : 3

2021-22، 2022-23، 2023-24

## المشاركة في مسابقات الكاف
| موسم    | البطولة            | الدور | المنافس                          | الذهاب | الإياب | النتيجة النهائية |
| ------- | ------------------ | ----- | -------------------------------- | ------ | ------ | ---------------- |
| 2022–23 | دوري أبطال إفريقيا | 1     | شباب بلوزداد                     | 0-0    | 0-3    | 0-3              |
| 2023–24 | دوري أبطال إفريقيا | 1     | نادي مؤسسة سفينة ليبيريا للتسجيل | 1-1    | 1-0    | 2-1              |
| 2023–24 | دوري أبطال إفريقيا | 2     | شباب بلوزداد                     | 1-3    | 1-3    | 2-6              |
| 2024–25 | دوري أبطال إفريقيا | 1     | نادي سان بيدرو                   | 1-1    | 0-1    | 1-2              |

## روابط خارجية
bo_rangers على تويتر.
بو رانجرس  على فيسبوك.
- globalsportsarchive (بالإنجليزية)
- Lista de Campeones